# Instituto Nacional de Propiedad Industrial (Brasil)
El Instituto Nacional de Propiedad Industrial (INPI) (en portugués Instituto Nacional da Propriedade Industrial) es un organismo público autárquico del Brasil creado en el año 1970, bajo la órbita de la Ministerio de Desarrollo, Industria y Comercio Exterior (Brasil), cuya misión es ejecutar en el ámbito nacional, las normas que regulan la Propiedad Industrial, teniendo en vista su función social, económica, jurídica y técnica. También tiene entre sus atribuciones pronunciarse sobre la conveniencia de la firma, ratificación y denuncia de convenciones, tratados, convenios y acuerdos sobre la propiedad industrial. Su antecesor fue el Departamento Nacional de Propiedad Industrial (Brasil)

## Áreas de competencia
El INPI es responsable del registro y concesión del registro de marcas, patentes, diseño industrial, transferencia tecnológica, cartografía, software y topografía de Circuito Integrado.